# Straight Up Sewaside
Straight Up Sewaside è il secondo album in studio del gruppo musicale hip hop statunitense Das EFX, pubblicato il 16 novembre 1993 dalla East West.
| Recensione | Giudizio |
| ---------- | -------- |
| All Music  | [ 1 ]    |

## Tracce
1. Intro – 0:38 (musica: Solid Scheme)
2. Undaground Rappa – 4:01 (musica: Solid Scheme)
3. Gimme Dat Micraphone – 3:16 (musica: Charlie Marotta)
4. Check It Out – 3:55 (musica: Solid Scheme)
5. Interlude – 0:30 (musica: Solid Scheme)
6. Freakit – 3:18 (musica: Solid Scheme)
7. Rappaz – 4:22 (musica: Solid Scheme)
8. Interview – 1:29 (musica: Solid Scheme)
9. Baknaffek – 3:33 (musica: Solid Scheme)
10. Kaught in Da Ak – 4:51 (musica: Solid Scheme)
11. Kontu – 2:55 (musica: Solid Scheme)
12. Krazy Wit Da Books – 3:57 (musica: Solid Scheme)
13. It'z Lik Dat – 3:30 (musica: Solid Scheme)
14. Host Wit Da Most (Rappaz Remix) – 3:32 (musica: Andre Weston, Willie Hines)

Durata totale: 43:47

## Classifiche

### Classifiche settimanali
| Classifica (1993)         | Posizione massima |
| ------------------------- | ----------------- |
| Stati Uniti               | 20                |
| US Top R&B/Hip-Hop Albums | 6                 |

### Classifiche di fine anno
| Classifica (1994)         | Posizione massima |
| ------------------------- | ----------------- |
| US Top R&B/Hip-Hop Albums | 52                |